# Glorianne Perrier
Glorianne Aurore Perrier (ur. 21 marca 1929 w Lewiston, zm. 7 marca 2015 w Harvest) – amerykańska kajakarka, medalistka olimpijska.

## Kariera sportowa
Wystąpiła w wyścigu jedynek (K-1) na dystansie 500 metrów na igrzyskach olimpijskich w 1960 w Rzymie, ale odpadła w repasażach i nie zakwalifikowała się do półfinału. Na kolejnych igrzyskach olimpijskich w 1964 w Tokio, startując w parze z Francine Fox zdobyła srebrny medal wyścigu dwójek (K-2) na dystansie 500 metrów, przegrywając jedynie z osadą wspólnej reprezentacji Niemiec Roswithą Esser i Annemarie Zimmermann, a wyprzedzając Rumunki Hilde Lauer i Cornelię Sideri. Perrier liczyła sobie wówczas 35, a Fox 15 lat.
Była mistrzynią Stanów Zjednoczonych w jedynkach w 1960 i 1961, w dwójkach (z Fox) w latach 1963–1965 i w czwórkach w 1965.
Ukończyła studia na George Washington University i pracowała jako urzędniczka administracji rządowej w Waszyngtonie przez 35 lat.